# Cicileus exilis
Cicileus exilis je vzácný druh štíra z čeledi Buthidae. Do roku 1999, kdy Lourenço popsal druh Cicileus cloudsleythompsoni, byl považován za jediný druh svého rodu.

## Popis
Cicileus exilis dorůstá velikosti mezi 49 a 60 mm.

## Areál rozšíření
Je endemitem Tassilské pouště v Alžírsku.

## Chov
K chovu je třeba pouštní terárium. Chov je nutný odděleně, jelikož se u tohoto druhu běžně vyskytuje kanibalismus. Vyžaduje teplotu od 25 do 35 °C. Nutné je občas rosit stěny terária, jelikož z nich přijímá vodu. Štír se do Československa občas vozil v 80. letech 20. století.[zdroj⁠?!] V současnosti[kdy?] jej lze sehnat pouze vzácně.